# Ft 1101/1124
Ft 1101/1124 war die erste Eisenbahn-Verbindung gehobener Qualität zwischen Frankfurt am Main und Frankreich nach dem Zweiten Weltkrieg. Die Verbindung war durch die Deutschen Bundesbahn (DB) als Fernschnelltriebwagen (Ft) eingestuft und verkehrte zwischen Frankfurt (Main) Hauptbahnhof und Bar-le-Duc. Sie stellte so eine Verbindung mit Umsteigen von und nach Paris her.

## Geschichte
Das Zugpaar wurde zum Winterfahrplan 1952/53 eingerichtet. Entgegen deutschen Wünschen, die damit auch wieder „Normalität“ nach dem Zweiten Weltkrieg demonstrieren wollten und dem deutschen Wunsch nach internationaler Anerkennung der Bundesrepublik Deutschland, richtete die Société nationale des chemins de fer français (SNCF) aber keine durchgehende Verbindung nach Paris ein. Die Züge verkehrten nur von und bis Bar-le-Duc an der Bahnstrecke Paris–Straßburg, respektive Metz. Für den umsteigefreien Verkehr Paris–Frankfurt gab es aber einen Schnellzug. Da die Ft 1101/1124 internationale Fernschnellzüge waren, führten sie die 1. und 2. Klasse des alten Dreiklassen-Systems. Ab 1953 wurden die Züge als „Ft“ bezeichnet. Seit der Klassenreform von 1956 führte der Zug nur noch die (neue) 1. Klasse.
Die Streckenführung im Bereich der DB änderte sich mehrfach:
- 1952–1954 Bruchmühlbach–Kaiserslautern–Alsenztalbahn–Bad Kreuznach–Nahetalbahn–Linke Rheinstrecke–Mainz–Frankfurt[6]
- 1954–1959 Bruchmühlbach–Bahnstrecke Mannheim–Saarbrücken–Mannheim–Bahnstrecke Mainz–Mannheim bis Worms– Bahnstrecke Darmstadt–Worms bis Biblis–Bahnstrecke Mannheim–Frankfurt am Main[7]
- 1959–1960 Saarbrücken–Mannheim–Riedbahn–Frankfurt[8]

Da die Nutzung des Zuges nicht ausreichend erschien, wurde er zum Sommer 1960 in einen Schnellzug, umgewandelt, der beide Klassen führte. Auch hier stellte die SNCF die Fahrzeuge. 1961 wurde die Verbindung dann durch den D 1110/1107 ersetzt, der Frankfurt und Paris nun direkt miteinander verband. Eingesetzt wurde dazu eine Kombination aus Fahrzeugen der Baureihen VT 085 und VT 125. Die SNCF richtete als Ersatz weiter eine nur die 1. Klasse führende Verbindung zwischen Saarbrücken und Bar le Duc ein, die in Deutschland die Bezeichnung F 1102/1123 führte.

## Betrieb
Der Zug wurde zunächst mit einzelnen Dieseltriebwagen der Baureihe XD 2600 gefahren, die in den 1930er Jahren von De Dietrich Ferroviaire an die Chemins de fer de l’Est ausgeliefert wurden und für den Standard eines Fernschnellzugs wenig Komfort aufwiesen, z. B. keine Einrichtung zur Verpflegung der Reisenden hatten. Sie waren auch nicht mit Indusi ausgerüstet und die zulässige Höchstgeschwindigkeit deshalb auf dem Netz der DB auf 100 km/h beschränkt. Den Triebfahrzeugführer stellte auf der gesamten Strecke die SNCF, im deutschen Abschnitt wurde er von einem Lotsen begleitet. Die Fahrzeuge boten 16 Plätze 1. Klasse und 36 Plätze 2. Klasse. Sie waren im Bahnbetriebswerk Metz-Sablon beheimatet. Dieses sehr begrenzte Platzangebot sollte für die Züge aus Frankreich dadurch abgefangen werden, dass nur Reisende, die mindestens bis Mainz fuhren, zugelassen waren. Die Auslastung war in der Praxis aber wohl doch nicht so hoch, so dass ab Anfang 1954 diese Beschränkung nur noch an Samstagen galt.
Ab Sommerfahrplan 1954 oder 1955 wurden dann die neuen, komfortableren und mit Verpflegungseinrichtung versehenen Dieseltriebwagen der Baureihe X 2720 eingesetzt. Immer aber noch weigerte sich die SNCF den Zug nach Paris durchgehend verkehren zu lassen. So mussten Reisende von Paris in Richtung Frankfurt weiterhin in Metz umsteigen, in umgekehrter Richtung in Bar-le-Duc, außer Sonntags, wenn sie ebenfalls in Metz umsteigen mussten. Dieser sonntags verkehrende Zug führte die abweichende Zugnummer Ft 1133. Die Fahrzeit Paris–Frankfurt betrug in dieser Verbindung etwa 8:30 Stunden. Als 1956 die SNCF die Anschluss-Züge ausfallen ließ, war Umsteigebahnhof Chalon-sur-Saône. Dieses Problem war Anfang 1957 behoben und der ursprüngliche Fahrplan galt wieder.
Da das Saarland bis Ende 1956 noch eine eigene staatliche Einheit bildete, querte der Zug zwei Staatsgrenzen und theoretisch waren damit vier Grenzkontrollen erforderlich. Die saarländische beschränkte sich aber auf eine Kontrolle, die in Saarbrücken Hauptbahnhof oder Homburg (Saar) West stattfand. Die französische erfolgte zwischen Metz und Forbach im fahrenden Zug oder ebenfalls in Saarbrücken Hauptbahnhof. Die deutsche Grenzkontrolle erfolgte in Bruchmühlbach. Eine Zollkontrolle erfolgte aufgrund der Zollunion zwischen Frankreich und dem Saarland nur beim Übergang zwischen dem Saarland und der Bundesrepublik Deutschland.

## Besonderheiten
- Der Fernschnellzug Ft 1101/1124 war eine der ersten Verbindungen in Europa, bei der ein Triebfahrzeug einer fremden Bahnverwaltung (SNCF) im kommerziellen Verkehr über eine längere Strecke auf dem Netz einer anderen Bahnverwaltung (DB) verkehrte.[30]
- Mit einem Angebot von am Anfang 52 Sitzplätzen dürfte das der Fernschnellzug mit der geringsten Kapazität gewesen sein, der je verkehrte.